# Lekanis
Lekanis eller lekane er en antik græsk vasetype. Den er formet som en flad bolle eller dyb tallerken med to vandrette hanke og en lav fod. 